# Малатеста, Малатеста I
Малатеста I Малатеста делла Пенна (итал. Malatesta della Penna; 1183, Пеннабилли — ноябрь 1248, Римини) — правитель Римини с 1239 по 1247 год. Представитель рода Малатеста.

## Биография
Малатеста I Малатеста был сыном Малатесты Младшего и Алабурги. В раннем возрасте остался без отца и вынужден переехать к своему дяде Джованни. Впервые встречается в официальных документах в 1197 году. Вместе с дядей он вел переговоры с муниципалитетом Римини. 18 марта 1216 года Малатеста стали сеньорами Римини. В 1228 году Малатеста I Малатеста стал подеста Пистойи, а также возглавлял войска этого города в войне с флорентийцами. В том же году в битве при Ваяно был взят в плен, но вскоре освобожден.
Был сторонником Фридриха II и получил 20 мая 1230 года от императора титул сеньора Равенны, Форли и Фаэнци. За поддержку императора вместе с жителями Пистои был отлучен от церкви папой Григорием IX.
Умер в ноябре 1248 года.

## Семья
Малатеста I Малатеста был женат один раз.
Жена Аделаиза, от её у него было трое детей:
- Эмилия
- Иоанна
- Малатеста де Веруккьо (1212—1312), наследник рода, полководец и сеньор Римини.